# Озеро Ванда

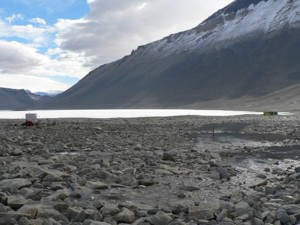
Озеро Ванда з річкою Онікс на передньому плані справа.

77°31′47″ пд. ш. 161°34′32″ сх. д. / 77.529630555556° пд. ш. 161.57553055556° сх. д.
Озеро Ванда — озеро в долині Райта, Земля Вікторії, Територія Росса, Антарктида. Озеро має довжину 5 км і має максимальну глибину 69 м. На його березі з 1968 по 1995 рік Новою Зеландією підтримувалася Станція Ванда. Озеро Ванда є гіпермінералізованим, з солоністю, що більш ніж у десять разів перевищує солоність морської води, більшою, ніж солоність Мертвого моря, і, можливо, навіть більше, ніж у озера Ассаль (Джибуті), який є найсолонішим озером у світі за межами Антарктиди. Більш глибокі шари води озера не змішуються з приповерхневими. Є три різних шари води: в діапазоні температур від 23 °C (73 °F) на дні до середнього шару з температурою 7 °C (45 °F), та від середнього до і верхнього шару із діапазоном 4–6 °C (39–43 °F). В озеро впадає найдовша річка Антарктиди — Онікс. Існує метеостанція в гирлі річки.

## Життя
У той час як жоден з видів риб не живе в озері Ванда або річці Онікс, там було зафіксоване мікроскопічне життя, у вигляді ціанобактерій та водоростей. Через побоювання з приводу впливу на навколишнє природне середовище, які можуть статися в ході дослідження, наукові водолазні роботи обмежені.

## Станція Ванда

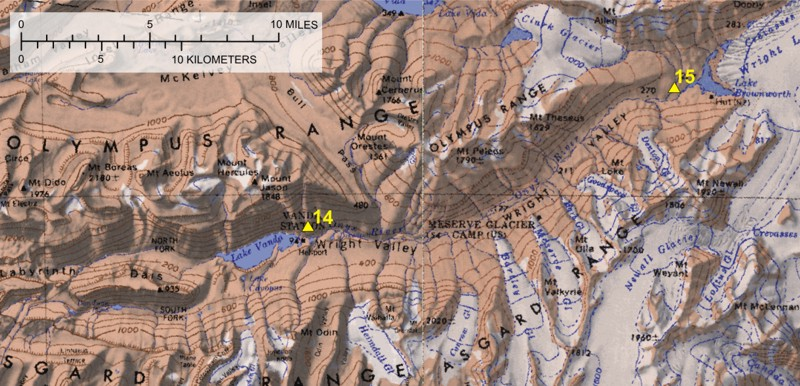
Мапа Долини Райта з річкою Онікс і озером Ванда

Станція Ванда — колишня полярна станція на західному нагір'ї (Земля Вікторії) території Росса, на Березі Скотта, на березі озера Ванда, в гирлі річки Онікс, в долині Райт. Перші чотири будівлі станції були побудовані протягом південного літа 1967–68 і 1968–69 рр. і підготовлені для першої зимівлі, з січня по 19 жовтня 1970 року, загоном з 5-ти осіб. Наступні зимівлі на станції відбувалися в 1970 і 1974 рр. Наукові програми включали в себе метеорологію, гідрологію, сейсмологію, вимірювання телуричних струмів і магнітного поля. У 1995 році станція була закрита з екологічних причин. Після видалення станції, води озера і водорості піддавалися численним аналізам протягом багатьох років для того, щоб переконатися у відсутності забруднення озера стічними водами та іншими відходами.
Сьогодні на території колишньої станції знаходиться автоматична метеорологічна станція і гірський притулок «Lake Vanda Hut», який періодично (тільки в літній час) займають 2–8 новозеландських дослідників струмків, які утворюються при літньому таненні льодовиків і впадають у озера.